# Grand Rama 9 Tower
La Grand Rama 9 Tower était un projet de gratte-ciel à Bangkok en Thaïlande, portant le nom du roi Rama IX (1927-2016). Sa construction devait commencer en 2019 et s'achever en 2026. Le projet a finalement été annulé. Avec 125 étages et 615 mètres, le gratte-ciel serait devenu le plus haut du pays et aurait compté parmi les plus hauts du monde.